# Lyngå 7
Lyngå 7 – gromada kulista znajdująca się w odległości około 26 100 lat świetlnych od Ziemi w konstelacji Węgielnicy. Jest położona w odległości ok. 14 tys. lat świetlnych od centrum Galaktyki. Odkrył ją G. Lyngå w 1964 roku.
Gromada Lyngå 7 została po raz pierwszy sklasyfikowana w 1964 roku jako gromada otwarta, według klasyfikacji Trumplera typu II2p. Ponownie w katalogu van den Bergh-Hagen w 1975 roku jest wymieniana jako gromada otwarta i oznaczona jako vdBH 184. Dopiero w 1993 roku S. Ortolani, E. Bica i B. Barbuy znaleźli dowody, że obiekt ten może być gromadą kulistą. Badając jej schemat kolorów i wielkość, stwierdzili, że Lyngå 7 przypomina gromady kuliste, jednak jest znacznie młodsza od przeciętnych gromad kulistych. Wówczas po raz pierwszy została sklasyfikowana jako gromada kulista. Podobne wyniki uzyskali Tavarez i Friel w 1995 roku. Dziś Lyngå 7 jest już powszechnie uważana za gromadę kulistą.
Lyngå 7 należy do najbardziej bogatych w metale gromad, co oznacza, że jej gwiazdy zawierają znacznie wyższe stężenie pierwiastków cięższych od helu niż przeciętna gromada kulista.